# Digital Playground
Digital Playground Inc. – amerykańskie studio filmów pornograficznych z siedzibą w Burbank w Kalifornii. Określone jako jedno z pięciu największych studiów porno, a w 2006 zostało opisany przez Reuters jako jedno z niewielu studiów dominujących w amerykańskim przemyśle pornograficznym.

## Historia
W 1993 założył firmę Joone, reżyser filmów dla dorosłych, początkowo produkując gry komputerowe dla dorosłych CD-ROM. Firma stała się innowatorem w udostępnianiu pornografii na komputerach osobistych.
W 2003 studio Digital Playground rozpoczęło współpracę z firmą specjalizującą się w technologii hologramów, aby wprowadzić aktorkę „do salonu widza”. Pierwszy wyprodukowany przez studio film porno w technologii HD – Island Fever 3 (2004) z udziałem Jesse Jane, Tery Patrick, Devon i Evana Stone’a otrzymał dwie AVN Award w kategorii „Najlepsza produkcja w wysokiej rozdzielczości” i „Najlepsze opakowanie VHS”.
W 2005 Digital Playground zaczęło kręcić filmy w wysokiej rozdzielczości. W styczniu 2006 firma wybrała Blu-ray Disc zamiast konkurencyjnego formatu HD DVD, ponieważ Joone uznał, że jest bardziej przyszłościowy. Digital Playground początkowo miał trudności ze znalezieniem firmy przygotowanej do produkcji swoich filmów w formacie Blu-ray Disc, ponieważ firmy, które powielały płyty DVD, niechętnie zajmowały się branżą pornograficzną.
Studia Digital Playground przodują w dziedzinie iPadów, HDTV oraz technologii trójwymiarowej dla kina i telewizji w branży pornograficznej. Była dyrektor naczelna Digital, Samantha Lewis, twierdziła, że „wiele marek technologicznych korzystało z branży dla dorosłych w szczególności z DP do testowania nowych rynków” ze względu na „czystą skalę branży pornograficznej”.
W marcu 2012 studio zostało nabyte przez Manwin.
Studio podpisało kontrakty z takimi gwiazdami porno jak: Jesse Jane, Kayden Kross, Riley Steele, Bibi Jones, Stoya, Teagan Presley, Jana Cova, Sophia Santi, Shay Jordan, Katsuni i Lacie Heart.

## Nagrody i nominacje
| Rok  | Nagroda          | Kategoria                   | Rezultat  |
| ---- | ---------------- | --------------------------- | --------- |
| 2002 | NightMoves Award | Najlepsza firma produkcyjna | Wygrana   |
| 2004 | NightMoves Award | Najlepsza firma produkcyjna | Wygrana   |
| 2005 | NightMoves Award | Najlepsza firma produkcyjna | Wygrana   |
| 2006 | XBIZ Award       | Studio roku                 | Wygrana   |
| 2007 | XBIZ Award       | Studio roku                 | Wygrana   |
| 2007 | NightMoves Award | Najlepsza firma produkcyjna | Wygrana   |
| 2008 | NightMoves Award | Najlepsza firma produkcyjna | Wygrana   |
| 2009 | XBIZ Award       | Studio roku                 | Wygrana   |
| 2010 | NightMoves Award | Najlepsza firma produkcyjna | Wygrana   |
| 2011 | NightMoves Award | Najlepsza firma produkcyjna | Wygrana   |
| 2011 | XBIZ Award       | Studio roku                 | Wygrana   |
| 2013 | XBIZ Award       | Studio roku                 | Nominacja |